# Psihologie cognitivă
Psihologia cognitivă este o ramură a psihologiei, care studiază procesarea de informații ce intervine între stimul și răspuns. O definiție complexă este formulată în Dicționarul American Psychological Association : „Psihologia cognitivă este o ramură a psihologiei care explorează operarea proceselor mentale referitoare la atenție, utilizarea limbajului, memorie, percepție, rezolvarea problemelor, creativitate și gândire." Această abordare a psihologiei își propune să facă lumină în "cutia neagră" a behaviouriștilor care consideră că între stimul și comportament există o relație directă, respectiv nu putem afla ce se petrece între ele. Psihologia cognitivă își are originea în anii  1960, printr-o separare de behaviorism  care susținea din anii 1920 până în anii 1950 că procesele mentale inobservabile erau în afara științelor empirice. Această separare s-a produs în timp ce cercetătorii din lingvistică  și cibernetică precum și din psihologia aplicată au folosit modele ale procesării mentale pentru a explica comportamentul uman. Psihologia cognitivă face o analogie între mintea umană și un calculator, considerând că aceasta procesează input-ul (stimulii din mediul intern și extern al organismului cognitiv) pe baza unor algoritmi, generând astfel un output comportamental. 
Domeniul psihologiei cognitive se suprapune cu cel al științelor cognitive, care tratează o abordare mai interdisciplinară și include studii ale subiecților non-umani și ale inteligenței artificiale.

## Sistemul cognitiv
Conform lui Mircea Miclea (2003, p. 26) "un sistem cognitiv este un sistem fizic care posedă două proprietăți: de reprezentare și de calcul". Reprezentarea se referă la transpunerea în mediul interior al unui fapt exterior, iar calculul la manipularea reprezentărilor respective pe baza unor reguli fixe. Reprezentările și calculul pot fi conștiente - prelucrări conștiente de informație - sau inconștiente - prelucrări inconștiente de informație (ex. percepție, învățare și memorie implicită) (Daniel David) ; prelucrările conștiente și cele inconștiente de informație ("inconștientul cognitiv") implică structuri diferite și proiecții neurobiologice diferite (Daniel David, 2004).
O definiție amplă a sistemului cogniutiv se regăsește în cartea  : „Sistemul cognitiv este un sistem autonom care poate percepe mediul său, poate învăța, poate acționa pentru a-și urmări obiectivele și care se poate adapta pentru schimbarea circumstanțelor.” 
Sistemul cognitiv poate fi analizat la mai multe niveluri:

### Nivelul cunoștințelor
În primul rând trebuie investigate cunoștințele, sau toate datele de care dispune sistemul. Acele comportamente care se modifică în funcție de cunoștințele pe care le dobândește o persoană se numesc cognitiv-penetrabile, iar cele care nu sunt afectate de cunoștințe sau de intenții se numesc cognitiv-impenetrabile.
- Vezi și: analiză ascendentă , analiză descendentă .

### Nivelul computațional
Acest nivel se referă la analiza sarcinii pe care trebuie să o îndeplinească sistemul cognitiv. Acest lucru presupune descompunerea ei în elemente mai simple și stabilirea relațiilor dintre input și output. La acest nivel există două tipuri de procesări: 
- procesări modulare: nu sunt influențate de cunoștințe, se realizează automat, preatențional, sunt incapsulate și au o locație neuroanatomică precisă
- procesări non-modulare

### Nivelul algoritmic-reprezentațional
Acest nivel se referă la algoritmii care realizează funcția input-output, și cei care duc la reprezentarea informației de intrare și ieșire.

### Nivelul implementațional
Acest nivel de analiză iși pune intrebarea: care sunt structurile neurale care permit realizarea sarcinilor. Studiul acestui nivel se mai numește neuroștiințe cognitive.

## Paradigme

### Paradigma simbolică
Acestă paradigmă este inspirată din raționalism (Leibniz, Descartes) și din logica simbolică. Premisa de la care pleacă această paradigmă este că cunoștințele și stările sunt reprezentate în sistemul cognitiv ca simboluri. Astfel sistemul cognitiv uman este unul fizico-simbolic. Studiile în cadrul acestei paradigme s-au concentrat în special pe rezolvarea de probleme.

### Paradigma neoconexionistă
În această abordare se încearcă înțelegerea sistemului cognitiv prin simularea unor rețele neuronale, activitate cunoscută și sub numele de modelare neuromimetică. Aceste rețele pot efectua calcule logice. Concepte de bază din această abordare sunt: unitățile, stările de activare, regula de activare, funcția output, conexiuni, reguli de învățare, mediul rețelei.

## Domenii de investigare
- Reprezentarea cunoasterii

## Reprezentanți
| - John R. Anderson - Alan Baddeley - Frederic Bartlett - Aaron T. Beck - Donald Broadbent - Jerome Bruner - Fergus Craik - Kenneth Craik - Hermann Ebbinghaus - Albert Ellis - William Estes - Keith Holyoak - Marcia K. Johnson - Philip Johnson-Laird - Daniel Kahneman - Elizabeth Loftus - James McClelland - George A. Miller - Ulrich Neisser - Allen Newell | - Allan Paivio - Jean Piaget - Steven Pinker - Michael Posner - Henry L. Roediger III - Eleanor Rosch - David Rumelhart - Daniel Schacter - Roger Shepard - Herbert Simon - Elizabeth Spelke - George Sperling - Saul Sternberg - Larry Squire - Endel Tulving - Anne Treisman - Ken Nakayama - Amos Tversky - Lev Vygotsky |